# Boloria marphisa
Boloria marphisa är en fjärilsart som beskrevs av Herbst 1800. Boloria marphisa ingår i släktet Boloria och familjen praktfjärilar. Inga underarter finns listade i Catalogue of Life.